# Nordhäuser Straße
Die Nordhäuser Straße ist eine wichtige Ausfallstraße in Erfurt. Sie verbindet über etwa 4100 Meter Länge das Andreastor am Rand der Altstadt im Süden mit dem Stadtteil Gispersleben im Norden. Dabei führt sie durch die Stadtteile Andreasvorstadt, Berliner Platz, Moskauer Platz und Gispersleben. Benannt ist sie nach der Stadt Nordhausen, in deren Richtung sie führt.

## Geschichte

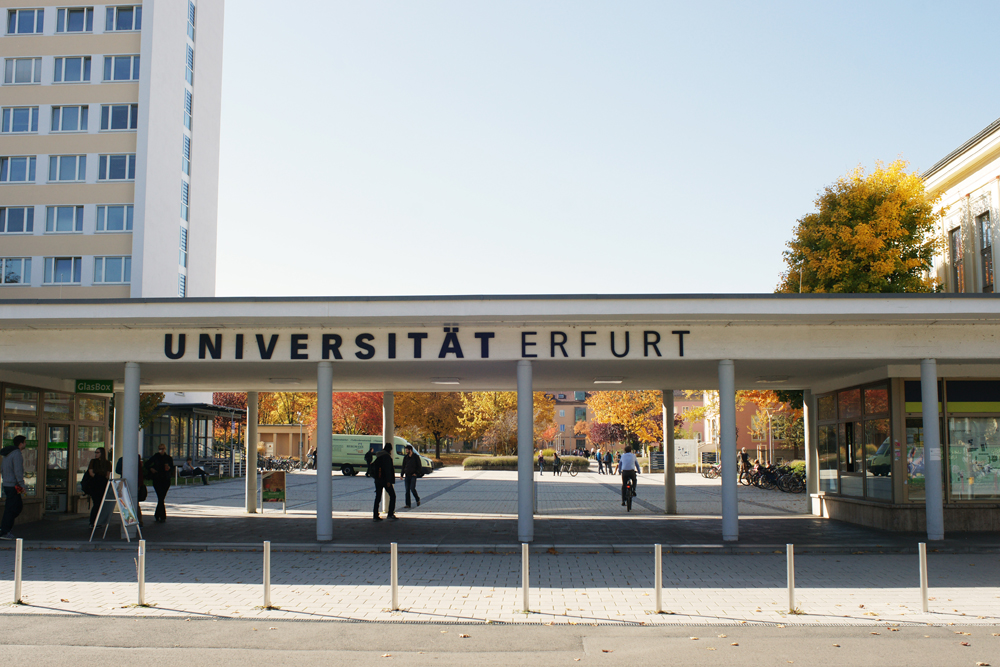
Der Zugang zum Gelände der Universität Erfurt von der Nordhäuser Straße.

Die Straße war bereits im Mittelalter als Handelsstraße von Erfurt nach Nordhausen von Bedeutung. Nachdem 1873 Erfurt seinen Status als Festungsstadt verloren hatte, konnten auch Flächen außerhalb der Stadtmauern bebaut werden. So setzte in der Andreasflur eine rasche Bautätigkeit ein und die Nordhäuser Straße wurde als Stadtstraße von etwa 30 Metern Breite angelegt. 1884 erhielt sie ihren Namen, seit dieser Zeit fahren auch Straßenbahnen auf der Nordhäuser Straße. Bebaut wurde bis zum Ersten Weltkrieg der erste, 600 Meter lange Abschnitt der Straße. Dort dominieren Mietshäuser im Stil der Gründerzeit.
Nachfolgend entstand im mittleren Teil der Straße das Klinikum Erfurt und gegenüber ab 1953 die Pädagogische Hochschule Erfurt (heute Universität Erfurt). Weiter stadtauswärts wurden ab den 1970er-Jahren die Plattenbaugebiete Berliner Platz und Moskauer Platz als Teil der Großwohnsiedlung Erfurt-Nord an der Nordhäuser Straße errichtet. Gegenüber entstand nach der Wiedervereinigung der Thüringen-Park, eines der größten Einkaufszentren im Bundesland.

## Verkehrsbedeutung

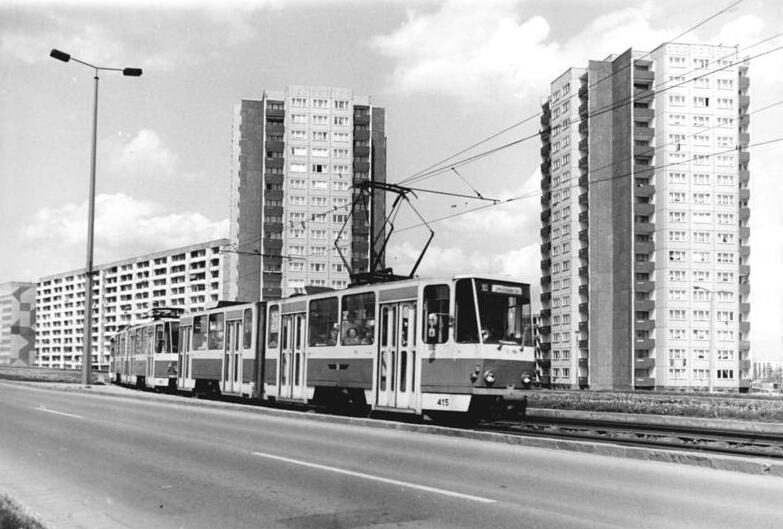
Eine Straßenbahn verkehrt entlang der Nordhäuser Straße (1983)

Die Nordhäuser Straße ist heute vor allem für den innerstädtischen Verkehr, etwa zum Klinikum, zur Universität oder zu den Plattenbaugebieten am Stadtrand, von Bedeutung. Der Fernverkehr (Bundesstraße 4 Erfurt–Nordhausen) wurde 1976 auf die westlich parallel zur Nordhäuser Straße angelegte Hannoversche Straße verlegt. Auf der Nordhäuser Straße verkehren die Straßenbahnlinien 3 und 6 (bis Riethstraße) bzw. 3 und 1 (ab Warschauer Straße) an den neun Haltestellen Bergstraße, Baumerstraße, Universität, Klinikum, Riethstraße, Warschauer Straße, Straße der Nationen, Thüringenpark und Europaplatz. Zum größten Teil ist die Nordhäuser Straße vierspurig ausgebaut mit einer getrennten Trasse für die Straßenbahn.
Die innerstädtische Fortsetzung ist die Andreasstraße zum Domplatz. Im Norden geht sie in die Sondershäuser Straße (Ortsteile Gispersleben und Kühnhausen) über.